# رابرت فورستمان
رابرت فورستمان (آلمانی: Robert Förstemann؛ زادهٔ ۵ مارس ۱۹۸۶) دوچرخه‌سوار سابق اهل آلمان است.
وی همچنین برندهٔ جوایزی همچون برگ بوی نقره‌ای شده‌است.
وی در مسابقات کشوری و بین‌المللی در مجموع برندهٔ ۵ مدال طلا، ۲ مدال نقره و ۷ مدال برنز شده‌است.